# ماراثون برشلونة
ماراثون برشلونة (بالإسبانية: Maratón de Barcelona)‏ هو مارثون ذو طابع شعبي يُقام سنويًا في مدينة برشلونة بإقليم كتالونيا بإسبانيا منذ عام 1980. وكان لها نسختين سابقتين عُقدتا في بالافروغي وعُرفا باسم ماراثون كتالونيا. يتوجب على المتسابقين قطع مسافة 42.195 مترًا بالشوارع الرئيسية في المدينة. يُعقد السباق في اليوم الأول كم شهر مارس من كل عام، وقد عُدت معيارًا يُؤخذ به في أوروبا بفضل نموه كل عام عن سابقه.